# Freddy Jenkins
Freddy Jenkins, auch Freddie oder Posey Jenkins (* 10. Oktober 1906 in New York; † 12. Juli 1978) war ein amerikanischer Jazz-Trompeter des Swing.

## Leben und Wirken
Jenkins spielte zunächst in der Jenkins Orphanage Band und dann bei Horace Henderson, bevor er 1928 Mitglied in Duke Ellingtons Orchester wurde. Er wurde bei mehreren Plattenaufnahmen solistisch eingesetzt; z. B. bei Cotton Club Stomp und High Life 1929, Old Man Blue 1930 (aus dem Film Check and Double Check) und Swing Low 1932.
Im Jahr 1934 verließ er Ellington, leitete zeitweise eine eigene Band mit Hayes Alvis und kehrte 1937 kurzzeitig zu Ellington zurück.
Er musste jedoch krankheitsbedingt das Trompetenspiel aufgeben und schrieb seitdem mehrere Titel, arbeitete außerdem als Presseagent, Korrespondent und Diskjockey. Nach seinem Rückzug als aktiver Musiker lebte er noch vierzig Jahre.
Plattenaufnahmen machte Jenkins 1935 unter eigenem Namen (Freddy Jenkins and his Harlem Seven), als er sechs Titel für das Plattenlabel Bluebird Records  mit Albert Nicholas, Bernard Addison und anderen Musikern einspielte. Er komponierte Stop A-Hoppin’ On Me, das durch Big Mama Thornton populär wurde, sowie gemeinsam mit Ellington Swing Low.